# Vann Nath
El maestro Vann Nath (Battambang, 7 de enero de 1946-Phnom Penh, 5 de septiembre de 2011) uno de los pintores camboyanos más célebres de la actualidad. Sin embargo, aquello que pondría su nombre como uno de los artistas nacionales más reconocidos, sería la historia trágica como uno de los sobrevivientes de la cárcel de los jemeres rojos conocida como S-21 y hoy el célebre Museo Tuol Sleng del cual él ha sido uno de los más notables promotores.
Su obra se centra en la reproducción de los momentos trágicos que se vivieron en aquel sitio, las torturas y el terror impotente de las víctimas. Fue justamente la calidad de su arte lo que le permitió sobrevivir al ser "reservado" por el conocido director de S-21, Duch.

## Biografía
Vann Nath nació en la provincia de Battambang, Camboya, en 1946.
Desde muy joven se dedicó a estudiar dibujo artístico, un arte que no es extraño a la cultura jemer. Fue monje budista durante los años de su adolescencia. Se especializó preferiblemente en el retrato y dedicado a su pasión artística, se casó, tuvo tres hijos y abrió en la ciudad de Battambang una tienda de arte en 1969 con otros artistas.
En aquella época, Nath pintaba retratos y diseñaría las vallas publicitarias de los cinemas de la ciudad. De las obras que recuerda con afecto fue una valla gigantesca del príncipe Norodom Sihanouk en su visita a la ciudad.
Como todos los camboyanos, sufrió las consecuencias de la guerra civil que comenzó en 1970 después del derrocamiento del príncipe Norodom Sihanouk y vivió la zozobra de las luchas feroces que involucraban el ejército del dictador Lon Nol, las guerrillas de los jemeres rojos y el intervencionismo americano y su bombardeo a Camboya en su intento de frenar la avanzada del Vietcong.

### En el S-21
Al igual que sus compatriotas, en 1975 Nath tuvo que abandonar su profesión de artista e ir a trabajar con su familia al campo. En 1977, sin embargo, fue arrestado por unidades de los jemeres rojos. Le dijeron que iba a ser transferido a la Provincia de Pursat, otra provincia camboyana y allí le oficializaron su arresto. Nath confiesa que nunca le dijeron el porqué. Lo metieron en un camión con otro grupo de hombres y viajaron por horas hasta llegar a lo que imaginaron que era Phnom Penh. Registrado con sus compañeros de infortunio, vendado y atado con cadenas, ingresó así al principal centro de torturas de la Kampuchea Democrática, S-21, en donde pasaría un año, hasta la invasión vietnamita.
Duch le pidió que le hiciera algunos retratos y al director de la prisión le gustó el trabajo del pintor. En el registro de los prisioneros, la mayoría de ellos serían ejecutados, Duch escribió "resérvenme al pintor", frase que Nath diría después en el documentario fílmico de Rithy Panh, salvaría su vida. Entonces le fue dado hacer retratos de los principales líderes de la Kampuchea Democrática como Pol Pot y Ieng Sary.
En el documental fílmico, Nath dice que los retratos debían ser perfectos, un aspecto hermoso y amable, de lo contrario, podía ser ejecutado por irrespeto. Muchos otros pintores habían corrido con una trágica suerte al no gustar a los máximos jefes de los jemeres rojos.
En enero de 1979 las tropas vietnamitas, con un gran contingente de camboyanos, derrocarían la Kampuchea Democrática. Duch, como todos los jemeres rojos, dejaría Phnom Penh para ocultarse al nordeste del país. Con afán los últimos prisioneros fueron ejecutados, pero 7 de ellos se salvarían, entre ellos el maestro Vann Nath quien viviría para contar y pintar una de las historias más espeluznantes del siglo XX.
Como los demás prisioneros, Nath escapó de la abandonada S-21 con los temores naturales a la intervención de una fuerza extranjera y se unió al ejército de resistencia. Muchos camboyanos se refugiarían en campos en la frontera con Tailandia hasta la firma del tratado de paz en París en 1981.

### Después de los Jemeres Rojos
Hacia finales de 1979, por voluntad de los mismos vietnamitas, impresionados con todas las evidencias encontradas en la prisión, se abrió esta como Museo del Genocidio. Nath regresó entonces al Museo a trabajar en su organización dada la validez de sus testimonios y a pintar esta vez las escenas de las que fue testigo. Vivió en Phnom Penh con su esposa y sus tres hijos dirigiendo un restaurante y pintando, y luego sirvió como testigo en los juicios contra el régimen de Pol Pot, allí el maestro serviría como uno de los testigos más importantes en el Juicio a los Jemeres Rojos. El 26 de agosto de 2011, sufrió un ataque al corazón que le sumió en un coma profundo, del que no volvió a despertar; y finalmente falleció el 5 de septiembre de 2011 en Phnom Penh a los 66 años.

## Obra
Entre las obras más conocidas del maestro están aquellas de la temática "jemeres rojos" pintados entre 1978 y 2000. Esta se puede dividir en los siguientes subgrupos:
- S-21: Retratos que ilustran las torturas, la manera en que eran ubicados los prisioneros y el comportamiento de los guardias jemeres rojos. Una de las pinturas más impresionantes es la de una madre a la cual los guardias le arrebatan su bebé mientras ella es golpeada en la cabeza con un garrote. Dos niños pequeños están siendo arrastrados por otro guardia.
- Los líderes de los jemeres rojos: De las obras pintadas por el maestro cuando era prisionero en S-21 quedan muy pocas debido al ánimo destructivo que se incendió después de la invasión vietnamita en 1979. Todas las obras que mostraban a los depuestos líderes fueron destruidas, entre ellas las obras del maestro. Pero quedan algunas muestras, aunque alterado el objetivo inicial de los impositores: por ejemplo destaca un Pol Pot sonriente, de rostro juvenil, tal como le era exigido, pero sentado en una colina de cadáveres.
- Otras obras ajenas a esta temática, como aquellas sobre Angkor.

El maestro escribió su propia biografía, "Un retrato de una prisión camboyana: un año en el S-21 de los jemeres rojos" (A Cambodian Prison Portrait: One Year in the Khmer Rouge's S-21) y participó activamente en el documental filmográfico del director de cine Rithy Panh, "S-21: La máquina de matar de los jemeres rojos" (S-21: The Khmer Rouge Killing Machine"), en donde el director reunió varios de los antiguos guardias de la prisión. Con su voz serena pero firme, el maestro se encara con los guardias que admitieron volver a S-21, ahora Museo Tuol Sleng y les pregunta porqué tanta crueldad. Los guardias admiten sus excesos y dicen que en aquel tiempo eran tan sólo muchachos y que estaban concienciados para mirar a los prisioneros como enemigos y como algo menos que personas. El maestro insiste en que se perdió el valor y el respeto por la vida humana y los guardias no pueden responder.

## Importancia
En el caso del maestro Vann Nath se puede ver el arte involucrado con la historia. De hecho la obra de este pintor camboyano, más su testimonio, son una prueba de los desmanes en cuestión de Derechos Humanos durante el régimen de los jemeres rojos. El maestro dice en el documental fílmico del director Rithy Panh que no se trata de prolongar el odio contra aquellos que fueron capaces de destruir a su propia gente, sino encontrar justicia para la paz y la tranquilidad de las víctimas y sus familiares. A la pregunta del porqué es necesario un Juicio a los Jemeres Rojos, el artista argumenta que a pesar de los indultos y otros procesos que intentaban sanear la historia del país, hasta el presente muy pocos han hablado de un reconocimiento de culpa y una solicitud de perdón al pueblo camboyano.